# قاي باتلر
قاي باتلر (بالإنجليزية: Guy Butler)‏ هو شاعر جنوب أفريقي، ولد في 21 يناير 1918 في كاردوك ‏ في جنوب أفريقيا، وتوفي في 26 أبريل 2001 في غراهامستاون ‏ في جنوب أفريقيا.

## وصلات خارجية
- قاي باتلر على موقع الموسوعة البريطانية (الإنجليزية)